# Soubdou
Soubdou ist ein Dorf in der Stadtgemeinde Gouré in Niger.

## Geographie
Das Dorf befindet sich rund 33 Kilometer südöstlich des Stadtzentrums von Gouré, das zum gleichnamigen Departement Gouré in der Region Zinder gehört. Zu den Siedlungen in der näheren Umgebung von Soubdou zählen Nguel Kouri im Nordwesten, Yari im Westen und Kilakinna im Südwesten.
Soubdou liegt auf einer Höhe von 360 m in der Zone der fruchtbaren Mulden von Maïné-Soroa. Es herrscht das Klima der Sahelzone vor, mit einer durchschnittlichen jährlichen Niederschlagsmenge zwischen 300 und 400 mm. Der 100 Hektar große Kautschukbaum-Hain von Soubdou steht unter Naturschutz.

## Geschichte
Soubdou lag ursprünglich etwa zwei Kilometer weiter im Süden. Bis Mitte der 1970er Jahre rückte die Siedlung direkt an die neu errichtete Nationalstraße 1 heran. Die rund 227 Kilometer weiter östlich gelegene Stadt Diffa wurde im Februar 2015 von der dschihadistischen Terrorgruppe Boko Haram aus Nigeria angegriffen. Bereits seit Mai 2013 waren wegen der Aktivitäten von Boko Haram etwa 150.000 Menschen aus dem Nachbarland Nigeria nach Diffa geflüchtet. Nunmehr gehörte Soubdou zu den Orten, die Flüchtlinge aus Diffa aufnahmen.

## Bevölkerung
Bei der Volkszählung 2012 hatte Soubdou 5741 Einwohner, die in 858 Haushalten lebten. Bei der Volkszählung 2001 betrug die Einwohnerzahl 1611 in 321 Haushalten und bei der Volkszählung 1988 belief sich die Einwohnerzahl auf 900 in 197 Haushalten.
In Soubdou wird die Sprache Kanuri gesprochen.

## Wirtschaft und Infrastruktur
Im Dorf wird ein Viehmarkt abgehalten. Der Markttag ist Samstag. Mit einem Centre de Santé Intégré (CSI) ist ein Gesundheitszentrum vorhanden. Es gibt eine Schule. Die asphaltierte Nationalstraße 1, die längste Fernstraße Nigers, führt durch Soubdou. Im Ort zweigt die Route 746 ab, eine 100 Kilometer lange einfache Piste, die über Karguéri verläuft und an der Staatsgrenze zu Nigeria endet.